# Сент Китс и Невис на Олимпијским играма
Сент Китс и Невис  је први пут учествовао на Летњим олимпијским играма 1996. у Атланти и од тада је стални учесник Летњих игара. На Зимским олимпијским играма Сент Китс и Невис није учествовао. Налази се у групи земаља које нису освајале олимпијске медаље. Занимљиво је и то да су се спортисти Сент Китса и Невиса на свим досадашњим Олимпијским играма учествовали само у једном спорту, атлетици.

## Медаље

### Освојене медаље на ЛОИ
| Учешће и освојене медаље Сент Китс и Невиса на ЛОИ |                     |        |      |      |        |       |        |        |        |      |
| ЛОИ                                                | Носилац заставе     | Учешће | Муш. | Жене | сопрт. | Злато | Сребро | Бронза | Укупно | Ранг |
| 1996. Атланта                                      | Diane Francis       | 10     | 6    | 4    | 1      | 0     | 0      | 0      | 0      | -    |
| 2000. Сиднеј                                       | Ким Колинс          | 2      | 1    | 1    | 1      | 0     | 0      | 0      | 0      | -    |
| 2004. Атина                                        | Ким Колинс          | 2      | 1    | 1    | 1      | 0     | 0      | 0      | 0      | -    |
| 2008. Пекинг                                       | Virgil Hodge        | 4      | 1    | 3    | 1      | 0     | 0      | 0      | 0      | -    |
| 2012. Лондон                                       | Ким Колинс          | 4      | 4    | 0    | 1      | 0     | 0      | 0      | 0      |      |
| 2016. Рио де Жанеиро                               | Антоан Адамс        | 7      | 6    | 1    | 1      | 0     | 0      | 0      | 0      |      |
| 2020. Токио                                        |                     |        |      |      |        |       |        |        |        |      |
| 2024. Париз                                        |                     |        |      |      |        |       |        |        |        |      |
| 2028. Лос Анђелес                                  | предстојећи догађај |        |      |      |        |       |        |        |        |      |
| 2032. Бризбејн                                     | предстојећи догађај |        |      |      |        |       |        |        |        |      |
| Укупно (6)                                         |                     | 29     | 19   | 10   |        | 0     | 0      | 0      | 0      |      |

### Преглед учешћа спортиста и освојених медаља Сент Китс и Невиса по спортовима на ЛОИ
Стање после ЛОИ 2012.
| Спорт      | Период | Период   | Укупно | Мушки | Жене |   |   |   |   |
| Спорт      | Прво   | Последње | Укупно | Мушки | Жене |   |   |   |   |
| ---------- | ------ | -------- | ------ | ----- | ---- | - | - | - | - |
| Атлетика   | 1996   | 2012     | 17     | 8     | 9    | 0 | 0 | 0 | 0 |
| Укупно (1) |        |          | 17     | 8     | 9    | 0 | 0 | 0 | 0 |

Разлика у горње две табеле од 5 учесника (5 мушкараца) настала је у овој табели јер је сваки спортиста без обриза колико је пута учествовао на играма и у колико разних дисциплина и спортова на истим играма рачунат само једном.

## Занимљивости
- Најмлађи учесник: Alain Maxime Isiah, 18 година и 227 дана Атланта 1996. атлетика
- Најстарији учесник: Ким Колинс, 32 године и 136 дана Пекинг 2008. атлетика
- Највише учешћа: 4 — Ким Колинс атлетика (1996, 2000, 2004 и 2008)
- Највише медаља: -
- Прва медаља: -
- Прво злато: -
- Најбољи пласман на ЛОИ: -
- Најбољи пласман на ЗОИ: -